# Lukas Goetz
Lukas Goetz (* 31. srpna 1999 Mastrils, Graubünden) je švýcarský horolezec a reprezentant v ledolezení, juniorský mistr světa v ledolezení na obtížnost.
Mezinárodních závodů v ledolezení se účastní také jeho sestra (dvojče) Sina Goetz, juniorská mistryně světa.

## Výkony a ocenění
- 2015: juniorský vicemistr světa
- 2016: juniorský mistr světa
- 2017: juniorský vicemistr světa
- 2018: juniorský mistr světa, stříbrná medaile ze závodu Evropského poháru

### Závodní výsledky
| Mistrovství světa v ledolezení | Mistrovství světa v ledolezení |
| Rok                            | 2017                           |
| ------------------------------ | ------------------------------ |
| Obtížnost                      | 37-40                          |

| Světový pohár v ledolezení | Světový pohár v ledolezení | Světový pohár v ledolezení | Světový pohár v ledolezení | Světový pohár v ledolezení |
| Rok                        | 2016                       | 2017                       | 2018                       | 2019                       |
| -------------------------- | -------------------------- | -------------------------- | -------------------------- | -------------------------- |
| Obtížnost                  | 36                         | 33-34                      | 15-16                      | 23-25                      |
| jednotlivě*                | -,-,18,28-29               | -,-,-,15,-                 | 6,10,-,-,-                 | -,-,11,x,x,x               |

* poznámka: napravo jsou poslední závody v roce
| Mistrovství Evropy v ledolezení | Mistrovství Evropy v ledolezení |
| Rok                             | 2016                            |
| ------------------------------- | ------------------------------- |
| Obtížnost                       | 20                              |

| Evropský pohár v ledolezení | Evropský pohár v ledolezení |
| Rok                         | 2018/2019                   |
| --------------------------- | --------------------------- |
| Obtížnost                   | 4                           |
| jednotlivě*                 | 5,,-,-                      |

* poznámka: napravo jsou poslední závody v roce
| Mistrovství světa juniorů v ledolezení | Mistrovství světa juniorů v ledolezení | Mistrovství světa juniorů v ledolezení | Mistrovství světa juniorů v ledolezení | Mistrovství světa juniorů v ledolezení |
| Rok                                    | 2015 U19                               | 2016 U19                               | 2017 U19                               | 2018 U22                               |
| -------------------------------------- | -------------------------------------- | -------------------------------------- | -------------------------------------- | -------------------------------------- |
| Obtížnost                              | 2                                      | 1                                      | 2                                      | 1                                      |
| Rychlost                               | 5                                      | 10                                     | 8                                      | —                                      |